# San Motors
San Motors Limited war ein Hersteller von Lokomotiven und Kraftfahrzeugen aus Indien.

## Unternehmensgeschichte
Das Unternehmen aus Bangalore wurde 1969 zur Lokomotivherstellung gegründet. 1997 oder 1998 begann die Produktion von Automobilen. Der Markenname lautete San. 2002 endete die Automobilproduktion. 2001 entstanden 38 Fahrzeuge und im Folgejahr 33.

## Automobile
Im Angebot standen das Coupé Storm und das Cabriolet Streak, 2001 umbenannt in Strom Convertible. Das Design stammte von Le Mans Design aus Frankreich. Ein Vierzylindermotor von Renault mit 1149 cm³ Hubraum und 60 PS Leistung trieb die Fahrzeuge an.
Ein Kombi namens Dune befand sich in der Entwicklung.